# Robert Dieudonné
Pour les articles homonymes, voir Dieudonné (homonymie).
Robert Dieudonné, né le 23 juin 1879 à  Paris et mort le 30 septembre 1940 à Paris, est un auteur de pièces de théâtre et journaliste français.

## Biographie
Robert Dieudonné était un auteur de lettres, parolier, librettiste et caricaturiste,,, qui a participé à plus de 70 pièces.
Il reçoit le prix d’Académie de l'Académie française en 1932 pour son roman Frangins.
Il assure jusqu'en 1940, la rubrique consacrée à la mode dans Le Canard enchaîné.

## Œuvres

### Théâtre
- Juillet 1904 : Il crée les personnages de la comtesse Riguidi et de sa fille Emma dans le journal L'Œuvre de Gustave Téry, chronique qu'il reprend ensuite dans Le Canard enchaîné.
- 1910 : On liquide avec Charles-Alexis Carpentier
- 1911 : Perdreau, comédie en deux actes créée au théâtre Antoine.
- 1918 : Le cochon qui sommeille ou le coq d'Inde, opérette de Rip, (révision) de Robert Dieudonné, musique Claude Terrasse, mise en scène Georgé, Concert Mayol.
- 1924 : 1924 !, revue de C.-A. Carpentter et Robert Dieudonné au théâtre des Nouveautés[5].
- septembre 1924 : La Guitare et le jazz-band d'Henri Duvernois et Robert Dieudonné, théâtre des Nouveautés, 22 septembre.

### Opérettes
- Janvier 1920 : Gigoletto, opérette en 2 actes, livret Rip et Robert Dieudonné, musique Albert Chantrier, La Cigale.
- mai 1923 : Les Linottes opérette en 3 actes d'après Georges Courteline adaptée par Robert Dieudonné et C.-A. Carpentier, théâtre des Nouveautés.
- Janvier 1931 : Brummell opérette en 3 actes, livret Rip et Robert Dieudonné, musique Reynaldo Hahn, Folies-Wagram.

### Articles
- « Brins de Muget »  (ill. Maurice Leroy), L'Image, no 7,‎ 1932, p. 28 (lire en ligne)
- « Le gagnant sûr »  (ill. Maurice Leroy), L'Image, no 11,‎ 27 mai 1932, p. 27 (lire en ligne)
- « Les belles vacances »  (ill. Maurice Leroy (peintre)), L'Image, no 20,‎ 22 juillet 1932, p. 25 (lire en ligne)
- « La victime »  (ill. Maurice Leroy (peintre)), L'Image, no 37,‎ 25 novembre 1932, p. 17 (lire en ligne)

### Divers

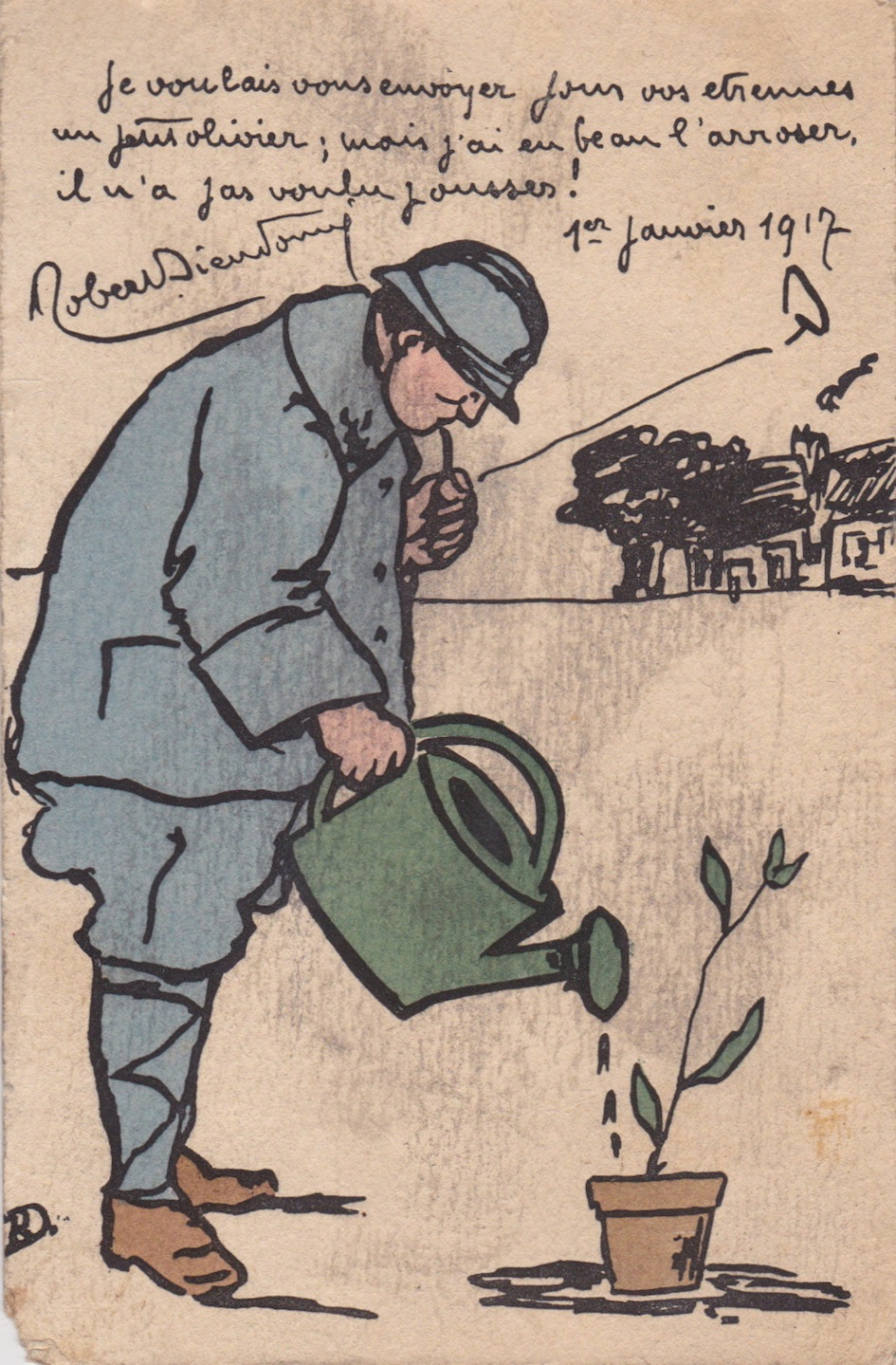
Carte de vœux 1917,de Robert Dieudonné,collection Ucciani,

- 1924 : Le Parfait Sportif, La Baudinière. Cet opuscule sera publié sous forme de feuilleton dans L'Écho des Sports Indo-Chinois, à partir du n° 24 (23 juillet 1925)[6] jusqu'au n° 45 (17 décembre 1925)[7].

## Décoration
Officier de la Légion d'honneur[Quand ?]